# Canal Ajuntament
Canal Ajuntament és un portal d'Internet que va néixer el 2011 per donar visibilitat a les actuacions que es fan des dels municipis de Catalunya.
El periodista Marc Sureda endegà el projecte el 2011 en el marc de la primera edició del postgrau en Producció periodística multimèdia de la Universitat Oberta de Catalunya i l'Agència Catalana de Notícies, quan s'inicià una fase pilot d'un any i mig. El juliol de 2014, dos anys després d'entrar en funcionament, comptava amb 3.500 usuaris registrats, la majoria alcaldes, regidors, tècnics municipals i periodistes. El portal incorpora un mapa de les xarxes socials que utilitzen els consistoris catalans. També hi ha publicades 947 fitxes amb informació estadística, proporcionada per l'Idescat.
El projecte formà part de la Jornada de Disseny Periodístic a la Xarxa a la UPF del 2013. En el marc del projecte Sureda va publicar el llibre Manual de comunicació per a ajuntaments petits (i no tan petits) que aporta idees, exemples i bones pràctiques per ajudar a la comunicació dels consistoris catalans.